# Aga Zaryan
Aga Zaryan (nacida Agnieszka Skrzypek el 17 de enero de 1976) es una vocalista de jazz polaca.
Es conocida por su estilo distintivo y su aproximación intimista al canto, con una cálida ligereza característica de fraseo y por su voz ligeramente mate. Sus actuaciones son reminiscencias de vocalistas de jazz como Shirley Horn, Carmen McRae y Joni Mitchell. Aga Zaryan es la primera artista polaca en publicar álbumes en Blue Note Records.
Zaryan ha conseguido integrar objetivos artísticos ambiciosos con una buena aceptación popular y todos sus álbumes han ganado discos de oro o de platino. En 2008 fue galardonada con el mayor premio de la industria del disco polaca - el Premio Fryderyk -. También fue nominada para el título de Mujer del Año 2008 por Gazeta Wyborcza, uno de los mayores diarios de Polonia.

## Infancia
Zaryan nació en Varsovia, Polonia. Desde pequeña viajó ampliamente por todas partes de Europa con sus padres (su padre es pianista clásico y su madre profesora de lengua inglesa y escritora) pasando parte de su niñez y educación primaria en Mánchester, Reino Unido. Además de la música clásica, a sus padres les gustaba la música de Stevie Wonder, Weather Report, Jimi Hendrix, Led Zeppelin, Bob Marley, Los Beatles y otros artistas populares. Esto proporcionó a Zaryan una amplia exposición a esta música contemporánea, desde muy joven.
Después de regresar a Polonia desde el Reino Unido empezó a jugar al tenis competitivamente y llegó a ganar el Campeonato de Tenis de Varsovia a la edad de 14 años.

## Comienzos musicales
Después de oír la música de Ella Fitzgerald y Miles Davis, Zaryan decidió convertirse en vocalista de jazz. Estudió voz en la Escuela Secundaria Pública de Música Fryderyk Chopin y cursó el Programa de Estudios Post-secundaria de Jazz, graduándose con honores. Fue premiada en dos ocasiones para asistir a talleres de jazz internacionales: el de Stanford y el Campamento de Jazz del Oeste, ambos en Estados Unidos, donde fue capaz de desarrollar sus habilidades vocales.

## Carrera de solista
En 2002 fue publicado su  álbum de debut My Lullaby, grabado con un grupo que incluía a Tomasz Szukalski, Darek Oleszkiewicz, Michał Tokaj y Łukasz Żyta. Esta colección de estándares de jazz, cantados con el respaldo de un cuarteto de jazz, en interpretaciones originales y personales, gozó de muy buenas críticas. En 2006, Zaryan actuó en el JVC Festival de Jazz en Varsovia, abriendo para Branford Marsalis, una ocasión qué sirvió para introducirla a una audiencia más amplia como una sofisticada intérprete y vocalista de jazz.
Desde entonces, Zaryan ha actuado en clubs y en festivales en Polonia, Inglaterra, los EE. UU., Alemania, Israel, la República Checa, Suecia, Francia, Montenegro, Bulgaria, Turquía, Portugal, Rusia e Islandia.
En 2006 publica Picking Up the Pieces, álbum grabado en Los Ángeles con músicos internacionales de primera línea como Larry Koonse (guitarra), Munyungo Jackson (percusión), Nolan Shaheed (corneta) y Dariusz Oleszkiewicz (doble-bajo).
Picking Up the Pieces está compuesto de un conjunto de once canciones que explican historias de mujeres; ilustrando situaciones emocionales y espirituales que encontraron en sus vidas.
El álbum fue bien recibido por la crítica y un éxito comercial que consiguió un doble disco de platino. Con ello Zaryan se estableció como una artista de éxito internacional.
A comienzos de 2007, Zaryan permaneció en los Estados Unidos para una serie de conciertos, apareciendo en locales de jazz como el Joe's Pub en Nueva York y el Blues Alley en Washington D. C.. Los conciertos fueron recibidos con entusiasmo por el público y los críticos tomaron nota de su talento.
Beauty Is Dying, grabado en el verano de 2007, fue el primer álbum en el cual canta en polaco. En él está respaldada por un trío de piano de jazz, realzado por una sección de cuerda de 17 instrumentos, con arpa y oboe. El álbum contiene nueve obras de poetas polacos, describiendo escenas de Varsovia en el tiempo de la Revuelta de Varsovia de 1944, seleccionadas y cantadas por Zaryan con música original compuesta y arreglada por el pianista Michał Tokaj. 
"Un río de personas – un mar de oyentes" (trad."Rzeka Ludzi - Morze Glow")
El 4 de agosto de aquel año, dio un concierto único en el Museo de la Revuelta del Parque de la Libertad de Varsovia, donde Aga Zaryan interpretó el material de Beauty Is Dying con el conjunto de músicos que participaron en su grabación. El concierto fue retransmitido por la Televisión Pública Polaca y su Radio, y la afluencia de público fue tan alta que el tráfico en la proximidad inmediata del local permaneció bloqueado durante horas y una enorme riada de personas convergió en el parque. En la culminación del acontecimiento siete mil personas escucharon a Zaryan en un silencio concentrado. El concierto fue un fenómeno sociológico, ya que aquella audiencia abarcó a cuatro generaciones, desde los testigos presenciales de los acontecimientos de 1944 hasta sus bisnietos.
Beauty Is Dying fue seguido de actuaciones en prestigiosas salas de concierto por todas partes de Europa. En 2008 el álbum recibió el Premio Fryderyk como Mejor Álbum Poético del año.
"Live at Palladium"
Este álbum doble CD/DVD es un registro de uno de los conciertos que tuvo lugar en el club Paladium de Varsovia en 2008, durante su gira de conciertos, con músicos venidos de Los Ángeles para la ocasión. Aga optó por una combinación de instrumentos atípica para el proyecto: guitarra, contrabajo y percusión. El personal fue el guitarrista Larry Koonse, el bajista Darek Oleszkiewicz y Darryl Jackson en varios instrumentos de percusión. 
El cuerpo principal del repertorio estuvo compuesto de canciones de los álbumes Picking Up the Pieces y My Lullaby, algunos de ellos con arreglos nuevos que tomaron forma en el curso de la gira. El álbum capturó el ambiente excepcional de estos conciertos y destaca la facilidad fluida de Zaryan actuando. Muchas de las canciones están cantadas como dúos, solo con el acompañamiento del contrabajo.
El álbum fue acogido como una quintaesencia del jazz y fue un éxito comercial, ganando un triple disco de platino.
En marzo de 2010 publica su álbum Looking Walking Being para Blue Note.

## Discografía

### Álbumes de estudio
| Año  | Álbum                                                                                               | Posiciones | Certificaciones    |
| Año  | Álbum                                                                                               | POL        | Certificaciones    |
| ---- | --------------------------------------------------------------------------------------------------- | ---------- | ------------------ |
| 2002 | My Lullaby - Released: 2002 - Label: NotTwo Records                                                 | 24         | - POL: Gold        |
| 2006 | Picking Up the Pieces - Released: 25 de febrero de 2006 - Label: Cosmopolis                         | 1          | - POL: 2x Platinum |
| 2007 | Umiera piękno - Released: 17 de julio de 2007 - Label: Cosmopolis                                   | 9          | - POL: Platinum    |
| 2010 | Looking Walking Being - Data: 16 marca 2010 - Wydawca: Blue Note Records                            | 4          | - POL: 2x Platinum |
| 2011 | A Book of Luminous Things - Released: 14 czerwca 2011 - Label: EMI Music Poland / Blue Note Records | 8          | - POL: Platinum    |
| 2011 | Księga olśnień - Released: 4 de octubre de 2011 - Label: EMI Music Poland / Blue Note Records       | 24         | - POL: Gold        |
| 2013 | Remembering Nina & Abbey - Released: 12 de noviembre de 2013 - Label: Centrala / Parlophone         | 24         | - POL: Platinum    |

### Álbumes en vivo
| Año  | Álbum                                                                  | Posiciones | Certificaciones    |
| Año  | Álbum                                                                  | POL        | Certificaciones    |
| ---- | ---------------------------------------------------------------------- | ---------- | ------------------ |
| 2002 | Live at Palladium - Released: November 2008 - Label: - Formats: CD/DVD | 24         | - POL: 4x Platinum |